# Cuphea viscosissima
Cuphea viscosissima là một loài thực vật có hoa trong họ Lythraceae. Loài này được Jacq. mô tả khoa học đầu tiên năm 1773.

## Hình ảnh

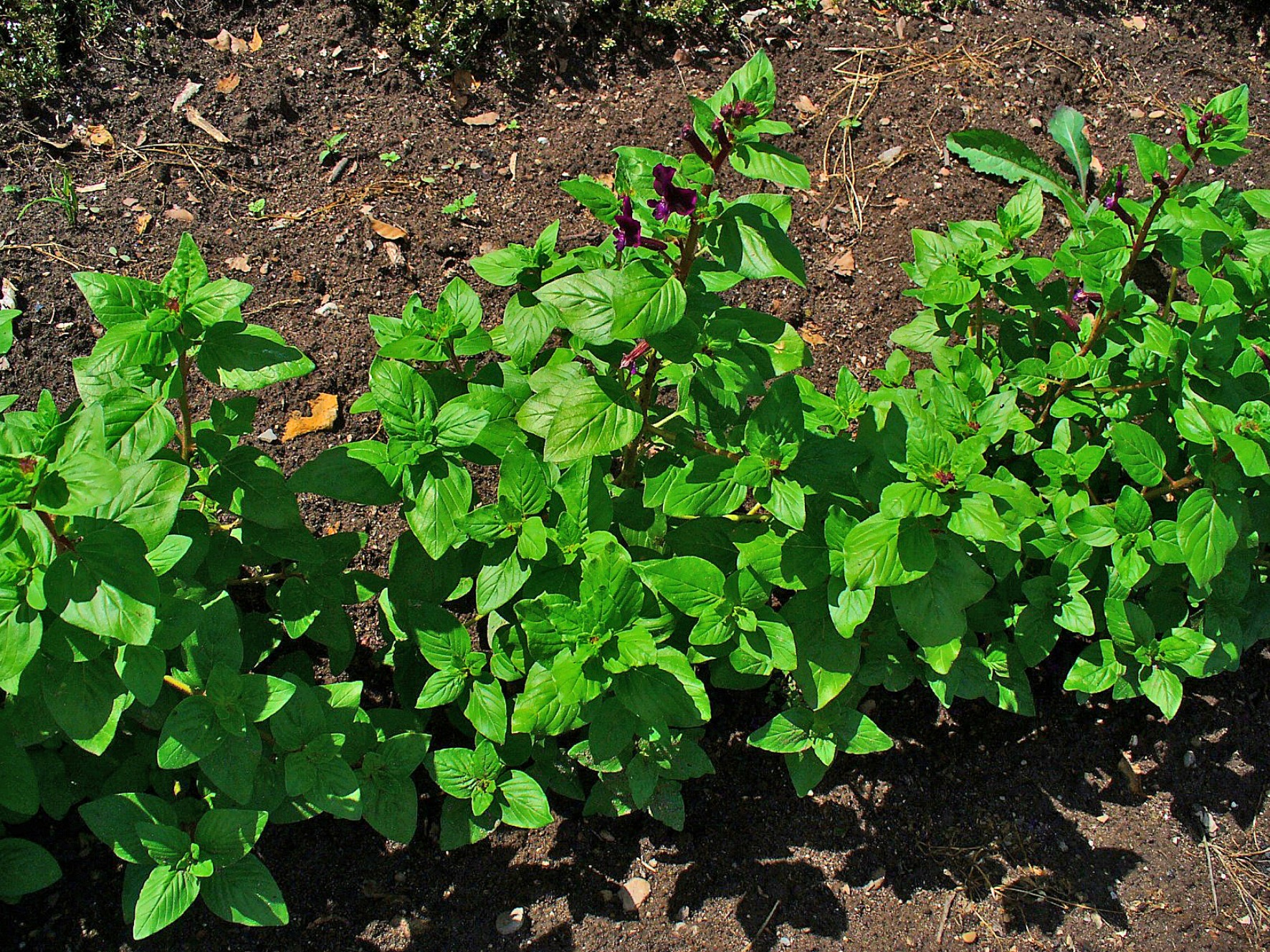
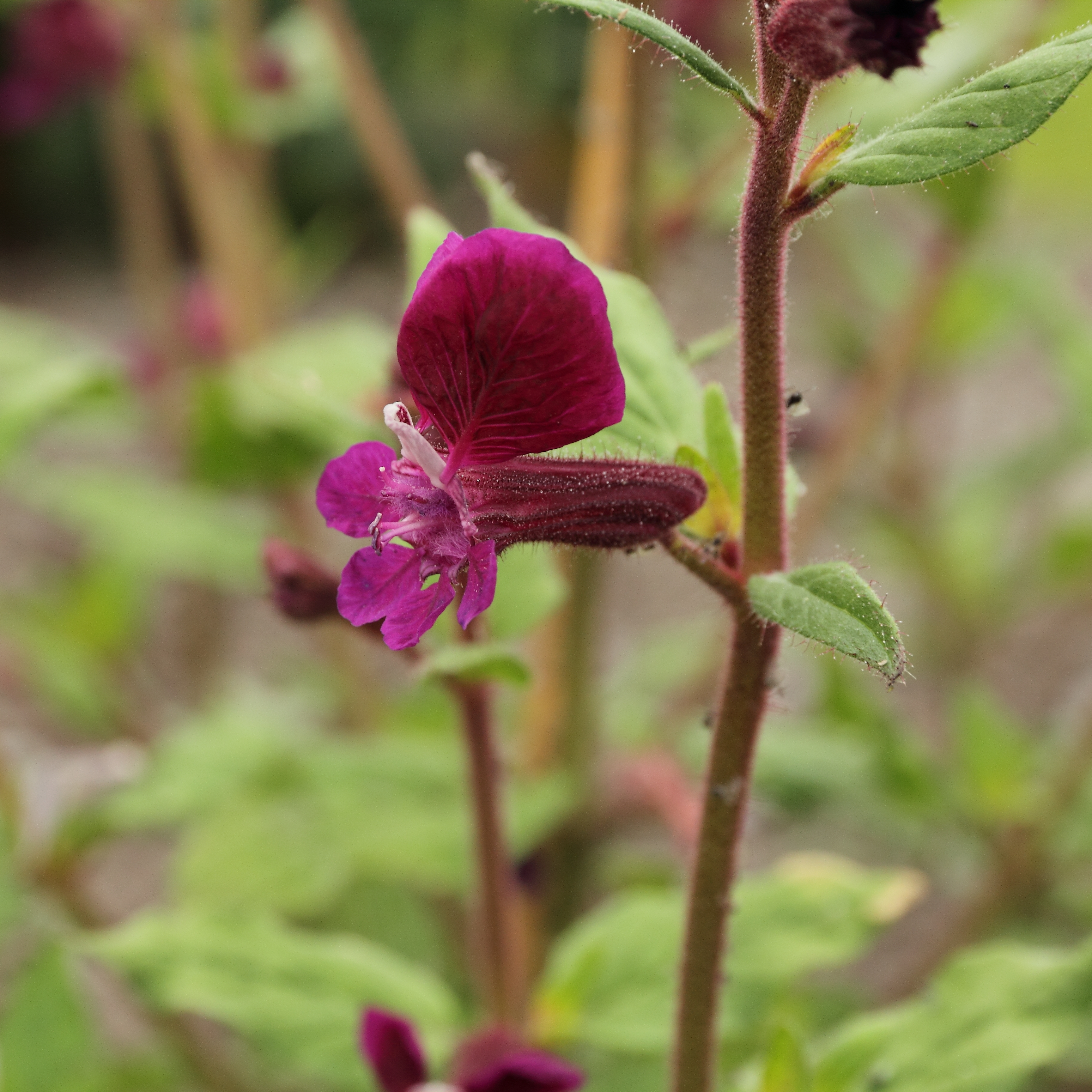
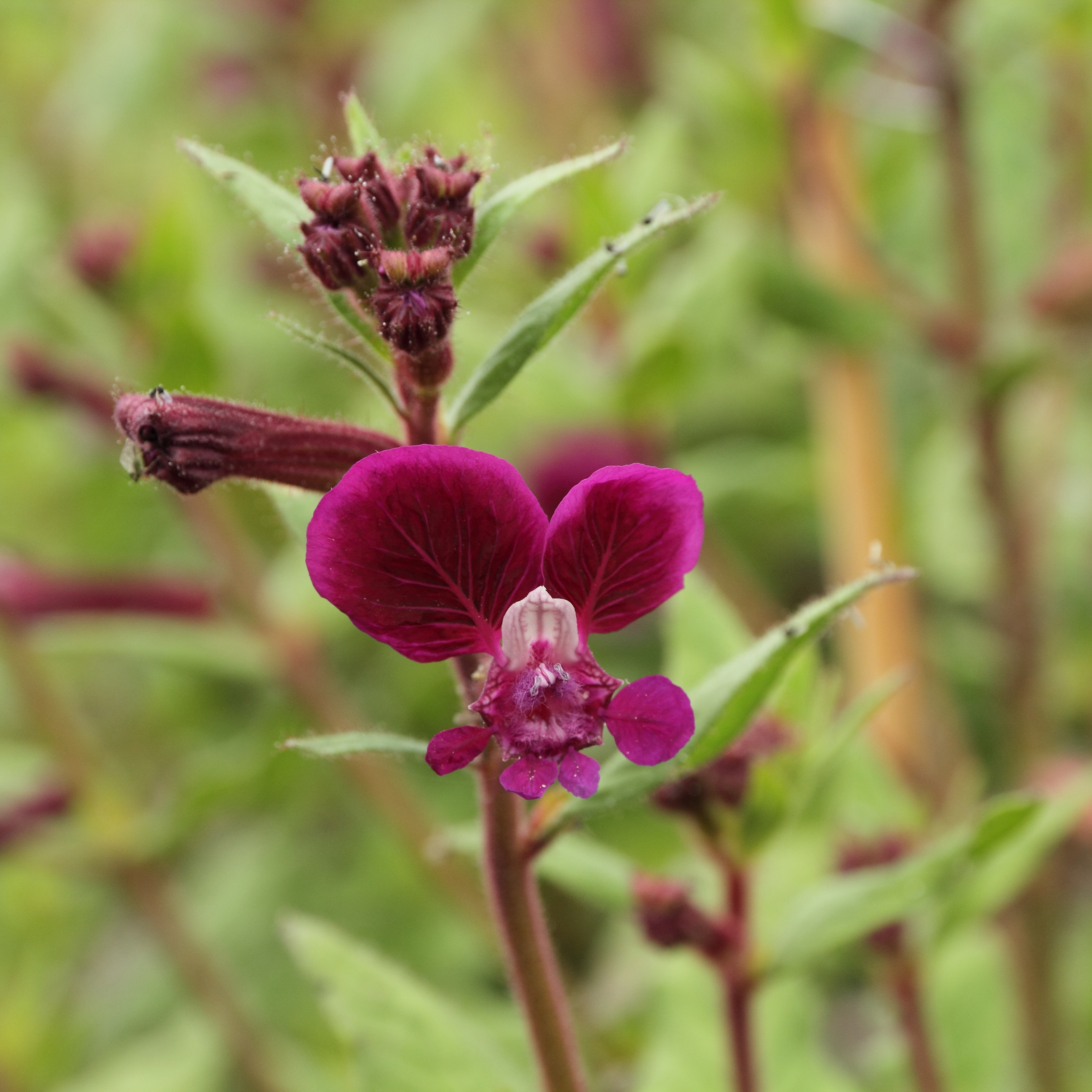
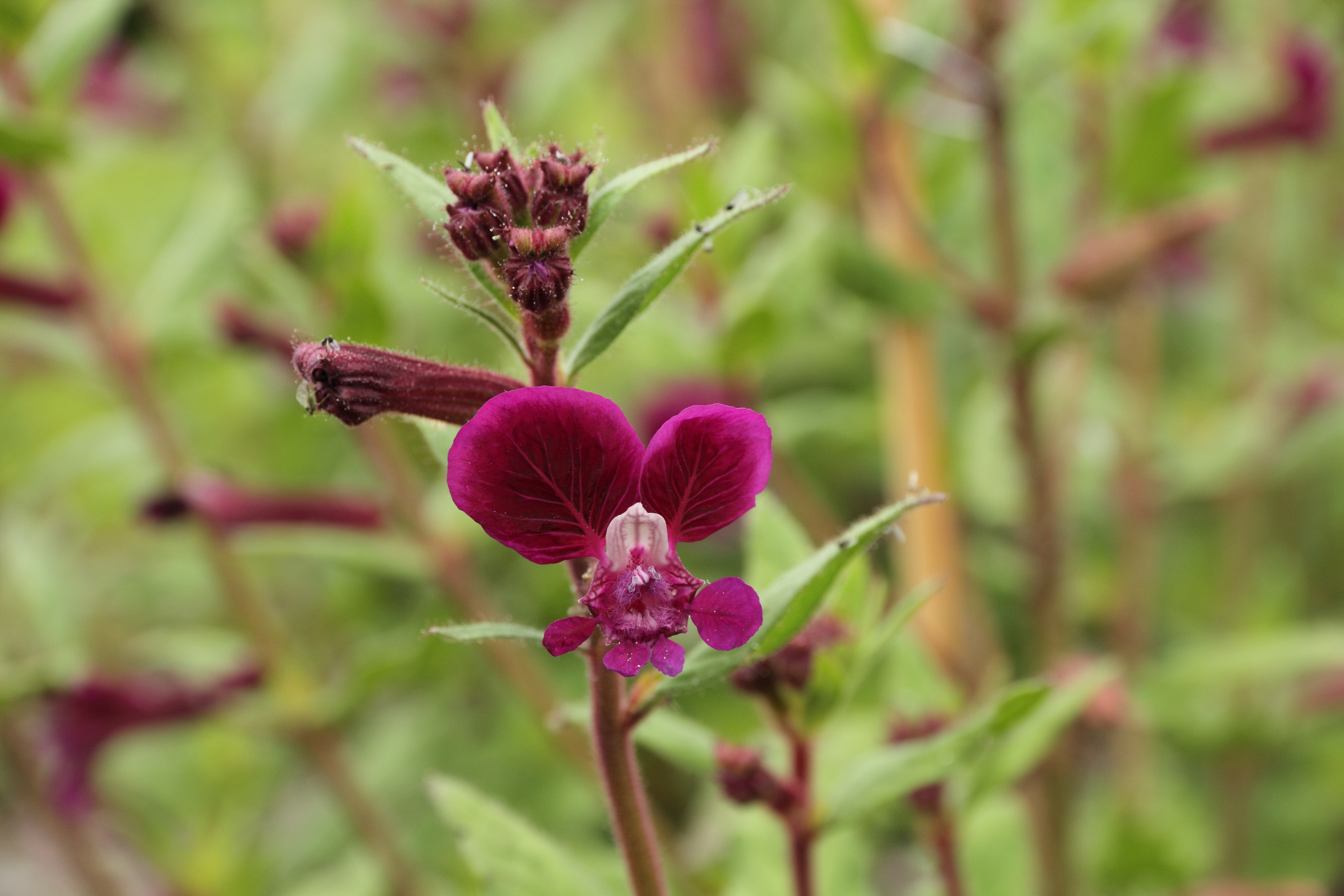